# Marilyn Neufville
Marilyn Neufville (Portland, Jamaica; 16 de noviembre de 1952) es una atleta británica de origen jamaicano retirada especializada en la prueba de 400 m, en la que consiguió ser campeona europea en pista cubierta en 1970.

## Carrera deportiva
En el Campeonato Europeo de Atletismo en Pista Cubierta de 1970 ganó la medalla de oro en los 400 metros, con un tiempo de 53.01 segundos, llegando a meta por delante de la alemana Christel Frese (plata con 53.13 segundos) y la francesa Colette Besson.